# Wilsonia
Wilsonia es un género con seis especies de plantas con flores perteneciente a la familia de las convolvuláceas. 

## Especies
- Wilsonia backhousii Hook.f.
- Wilsonia crassifolia F.Muell.
- Wilsonia humilis R.Br.
- Wilsonia ovalifolia Hallier f.
- Wilsonia rotundifolia Hook.
- Wilsonia sericea Hallier f.